# Elena Borghi
Elena Borghi, född 1 juni 2002, är en italiensk kanotist som tävlar i kanotslalom.

## Karriär
Vid EM 2025 i Vaires-sur-Marne tog Borghi brons i lagtävlingen i C1 tillsammans med Marta Bertoncelli och Elena Micozzi.